# Хрущялни риби
Хрущялни риби (Chondrichthyes) се наричат древен клас риби, запазили се и до днес. Скелетът им е изцяло хрущялен. Понастоящем хрущялните риби са едва около 900 – 1000 вида. Разделят се на два подкласа – пластинчатохрили (акули и скатове) и химери.

## Общи сведения
Те са предимно морски обитатели, макар че има и видове, които се срещат в сладководни басейни в Южна Америка. Зрението им е слабо развито, но притежават много добре развити осезателни органи.
Акулите са превъзходни плувци. Тялото им е торпедовидно със силно опашно стъбло. Кожата им е грапава, покрита със заострени кожни люспи. Най-голямата днес живееща акула е китовата акула. Дължината ѝ достигао 20 m и тежи около 13,5 тона. С малки изключения акулите са хищници – хранят се с риби, мекотели и ракообразни.
Оплождането им е вътрешно.

## Разпространение
Населяват предимно тропичните морета, но някои видове се срещат в умерени и полярни води. Само няколко вида живеят в солени води.

## Списък на разредите
- подклас Elasmobranchii — Пластинчатохрили (Акули и Скатове)
  - надразред Selachimorpha — Акулообразни (Същински акули)
    - разред Carcharhiniformes — Кархариноподобни (Дънни акули)
    - разред Heterodontiformes — Рогати акули (Разнозъби акули)
    - разред Hexanchiformes — Многохрилообразни акули
    - разред Lamniformes — Ламнообразни акули (Селдови акули)
    - разред Orectolobiformes — Килимени акули
    - разред Pristiophoriformes — Пилоносообразни акули
    - разред Squaliformes — Бодилестоподобни (Катранови акули)
    - разред Squatiniformes — Морски ангели

  - надразред Batoidea (Batomorpha) — Скатове
    - разред Myliobatiformes — Опашношипови (Морски скатове)
    - разред Rajiformes — Скатоподобни (Ромбоподобни)
    - разред Pristiformes — Риби трион
    - разред Torpediniformes — Електрически скатове
- подклас Holocephali — Химери
  - разред Chimaeriformes — Химероподобни